# Mike LeDonne
Mike LeDonne (Bridgeport, 1956. május 11. –) amerikai dzsesszzongorista, orgonista. Post bopot és hard bopot játszik. 1996 óta dolgozik együtt a szaxofonos Benny Golsonnal. A saját nevén lép fel a világban.

## Pályakép
Szülei zeneboltot üzemeltettek. Apja jazzgitáros volt. Négy éven át tanult John Mehegan-tól. Tíz éves korában már kezdett fellépni. Miután a New England Conservatory of Musicon 1978-ban végzett, New Yorkban csatlakozott a Widespread Depression Jazz Együtteshez.
Játszott Benny Goodmannel, Sonny Rollinsszal, Bobby Hutchersonnal, Art Farmerrel, Dizzy Gillespie-vel, Benny Golsonnal.

## Lemezek
- Bout Time (1988)
- Soulmates (1993)
- Then and Now (2000)
- Smokin' Out Loud (2004)
- The Groover (2010)